# Rousquille

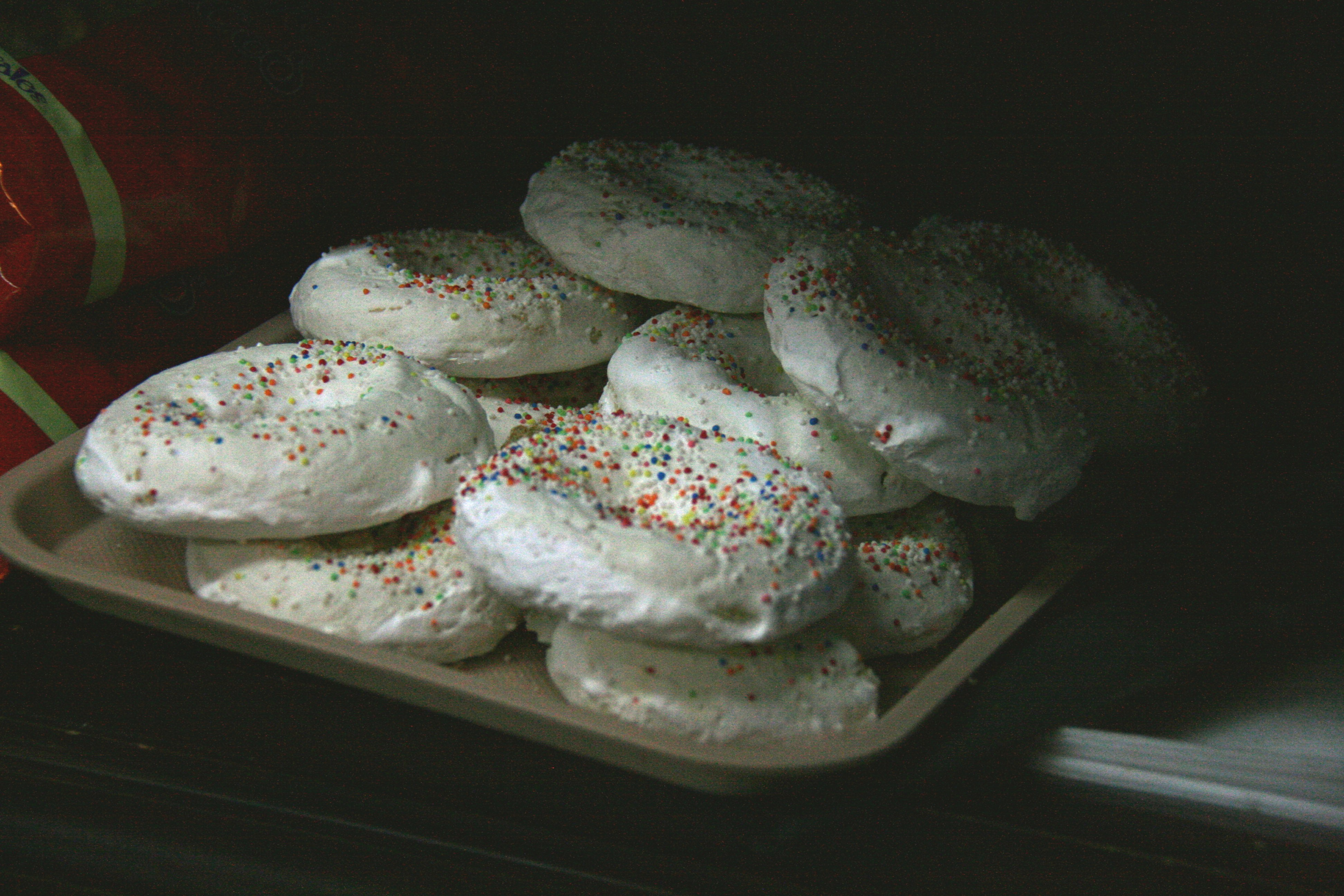
Plateau de rousquilles

La rousquille  (ou rosquille) est une spécialité traditionnelle catalane présente des deux côtés de la frontière franco-espagnole. En Espagne, les rosquillas sont des beignets ou des biscuits cuits au four aux différents parfums et nappages, ayant en commun leur forme d’anneau. La rousquille  catalane est quant à elle un biscuit tendre et fondant en forme de tore, enrobé d'un épais glaçage blanc parfumé au citron ou à l’anis.

## Étymologie
Le nom rousquille ou son équivalent espagnol rosquilla provient de rosca qui signifie « couronne » en castillan comme en catalan.

## La «rosquilla» espagnole
À l’origine, les rousquilles étaient des beignets frits en forme d'anneaux que l’on faisait sécher sur de longues baguettes que les marchands ambulants portaient à l’épaule pour aller les vendre dans la rue ou sur les marchés, dans toute la péninsule Ibérique. La première recette de rousquille connue date du Moyen Âge en Espagne. 
Les rosquillas sont toujours très courantes dans toute l’Espagne, sous forme de beignets frits ou de biscuits cuits au four. Elles ont le plus souvent en commun une forme d’anneau, avec une grande variété de parfums et de nappages (sucre, anis, citron, vanille, meringue, amandes hachées). 

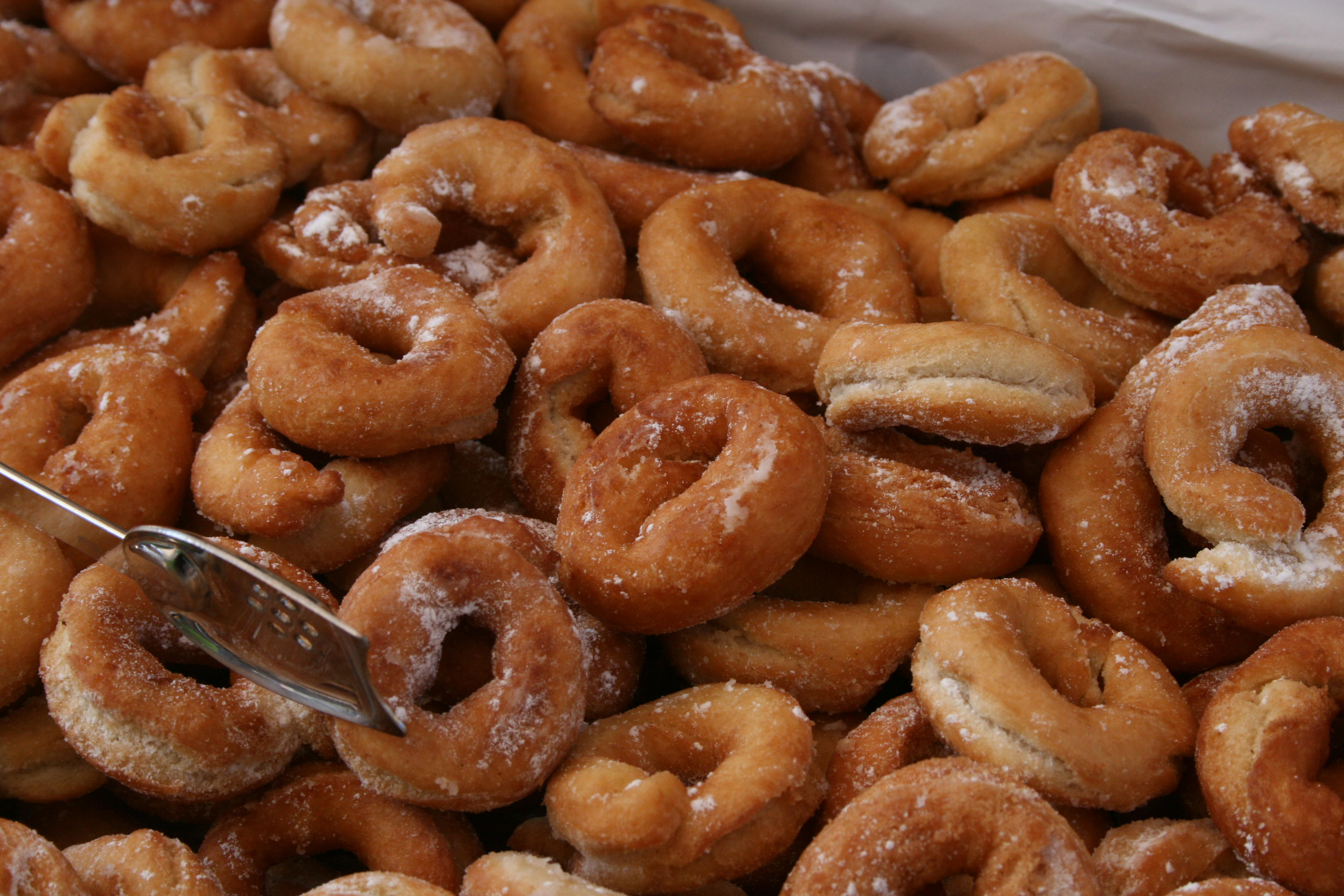
Rosquillas espagnoles (beignets)
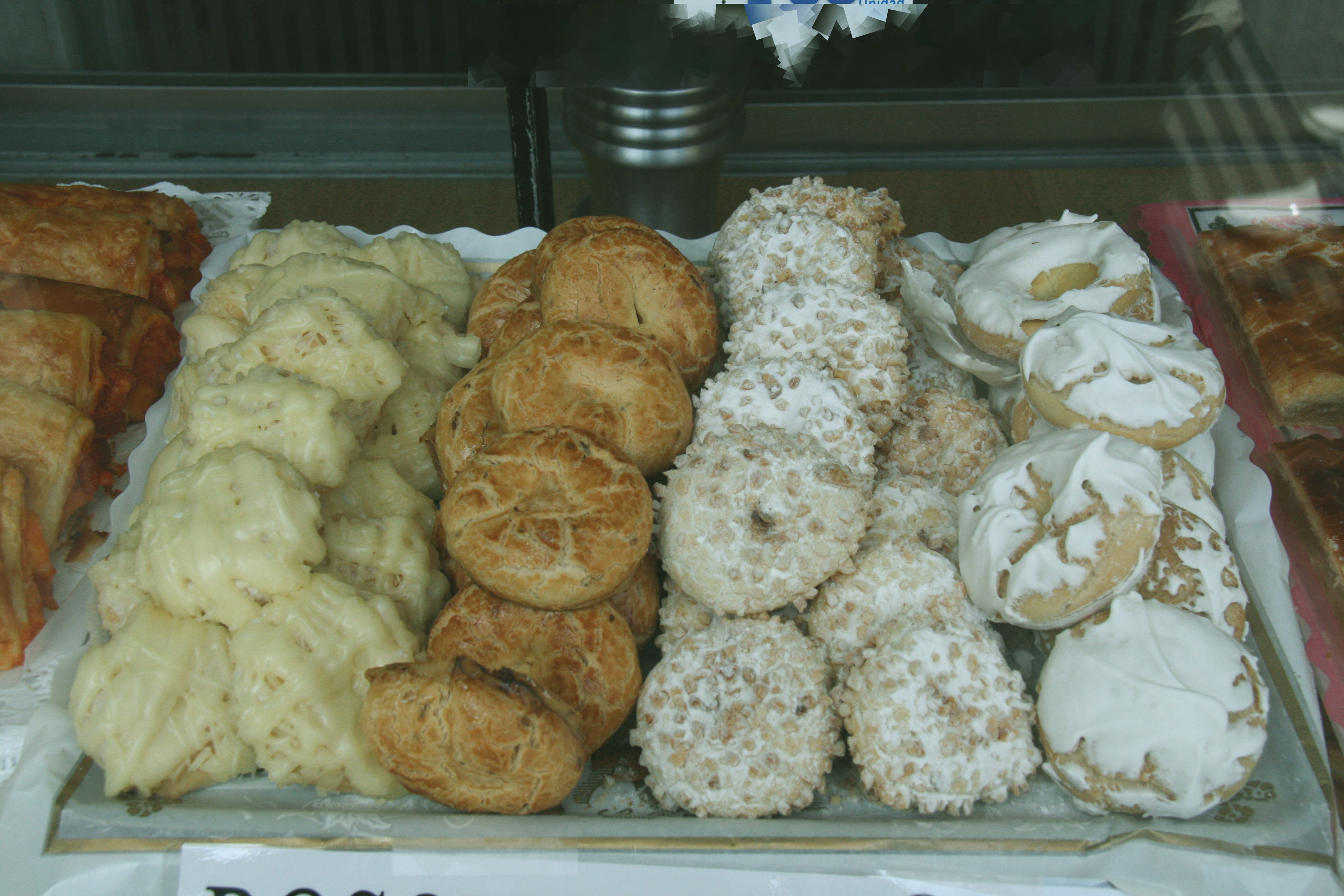
Rosquillas à San Isidro
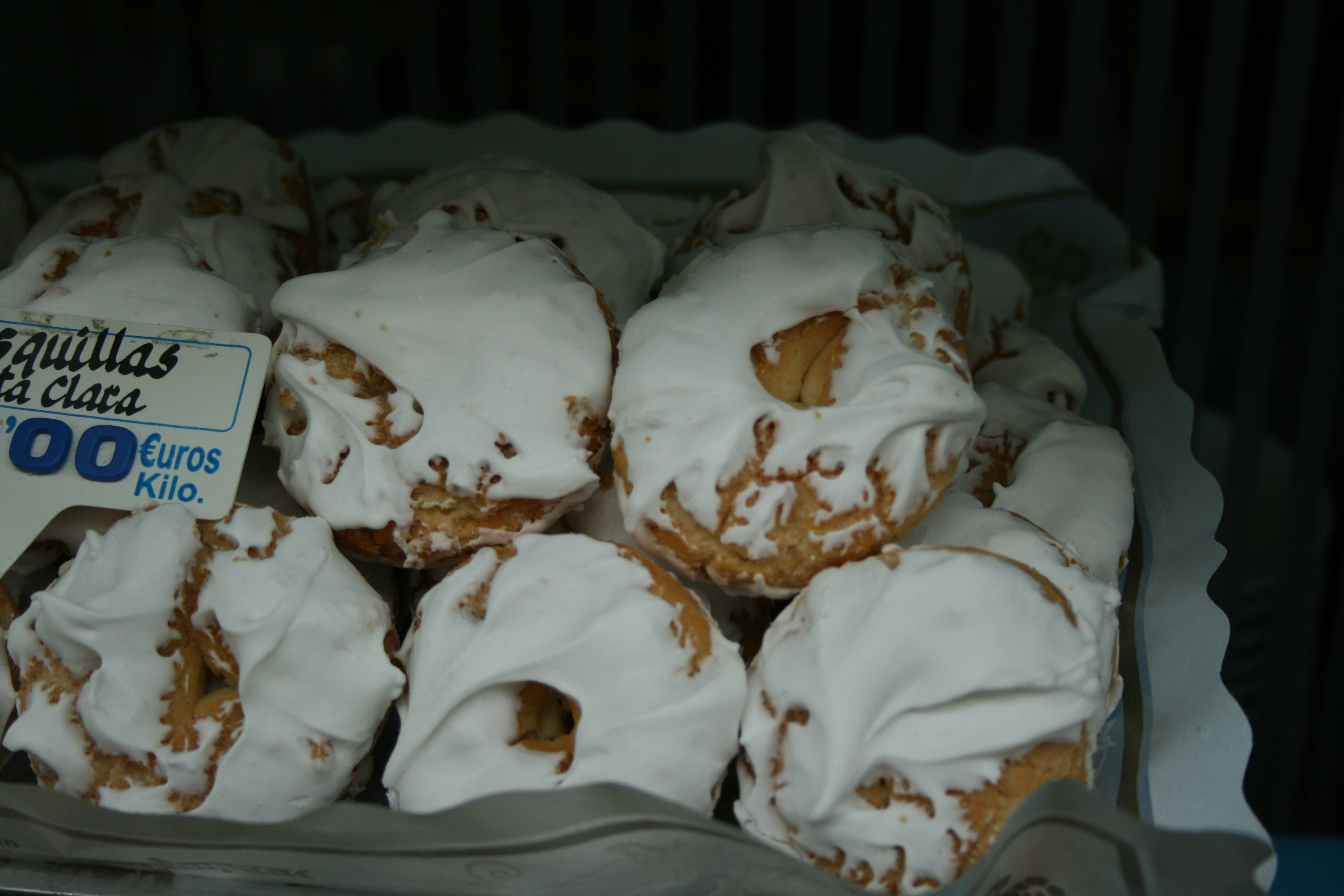
Rosquillas de Santa Clara
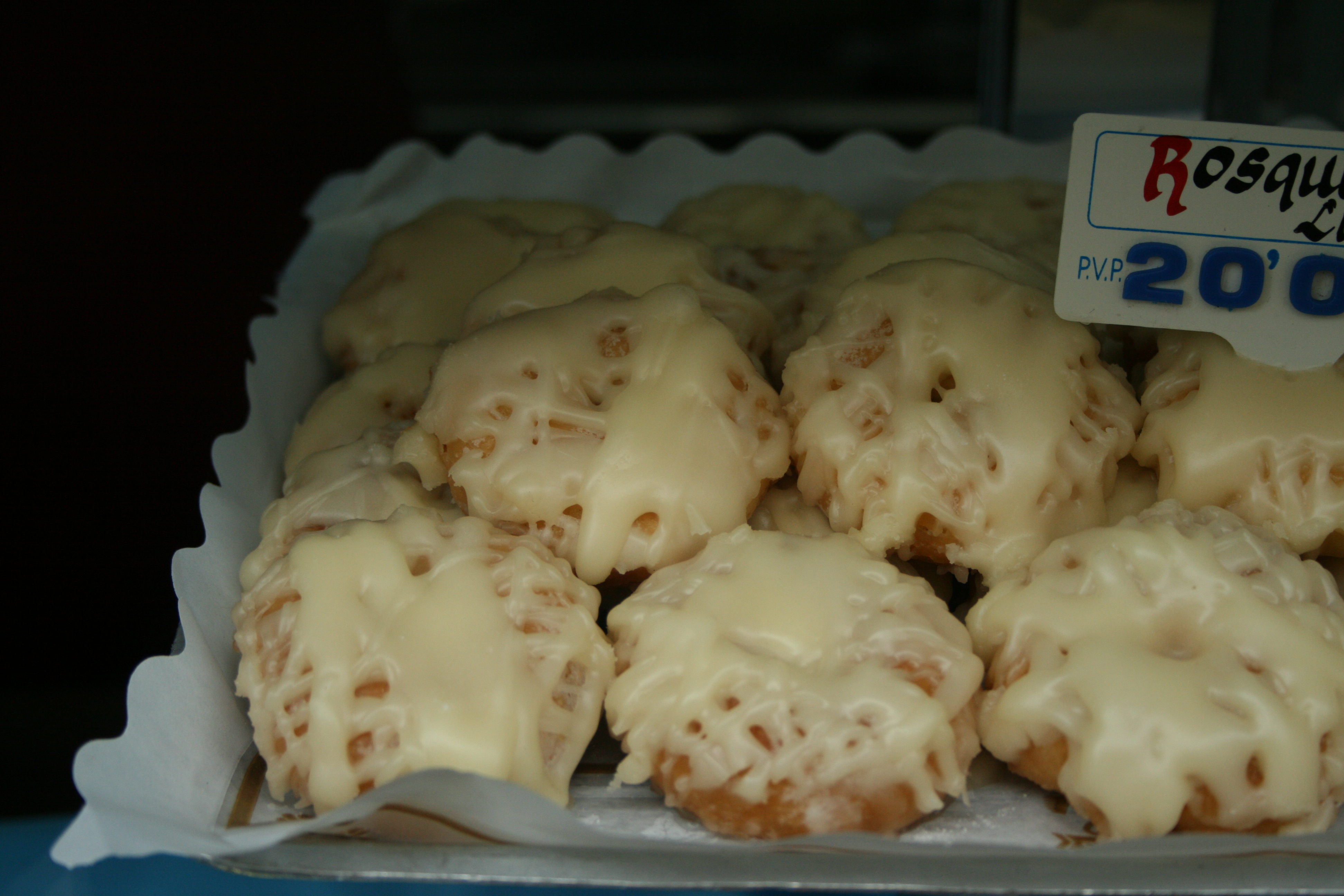
Rosquillas listas
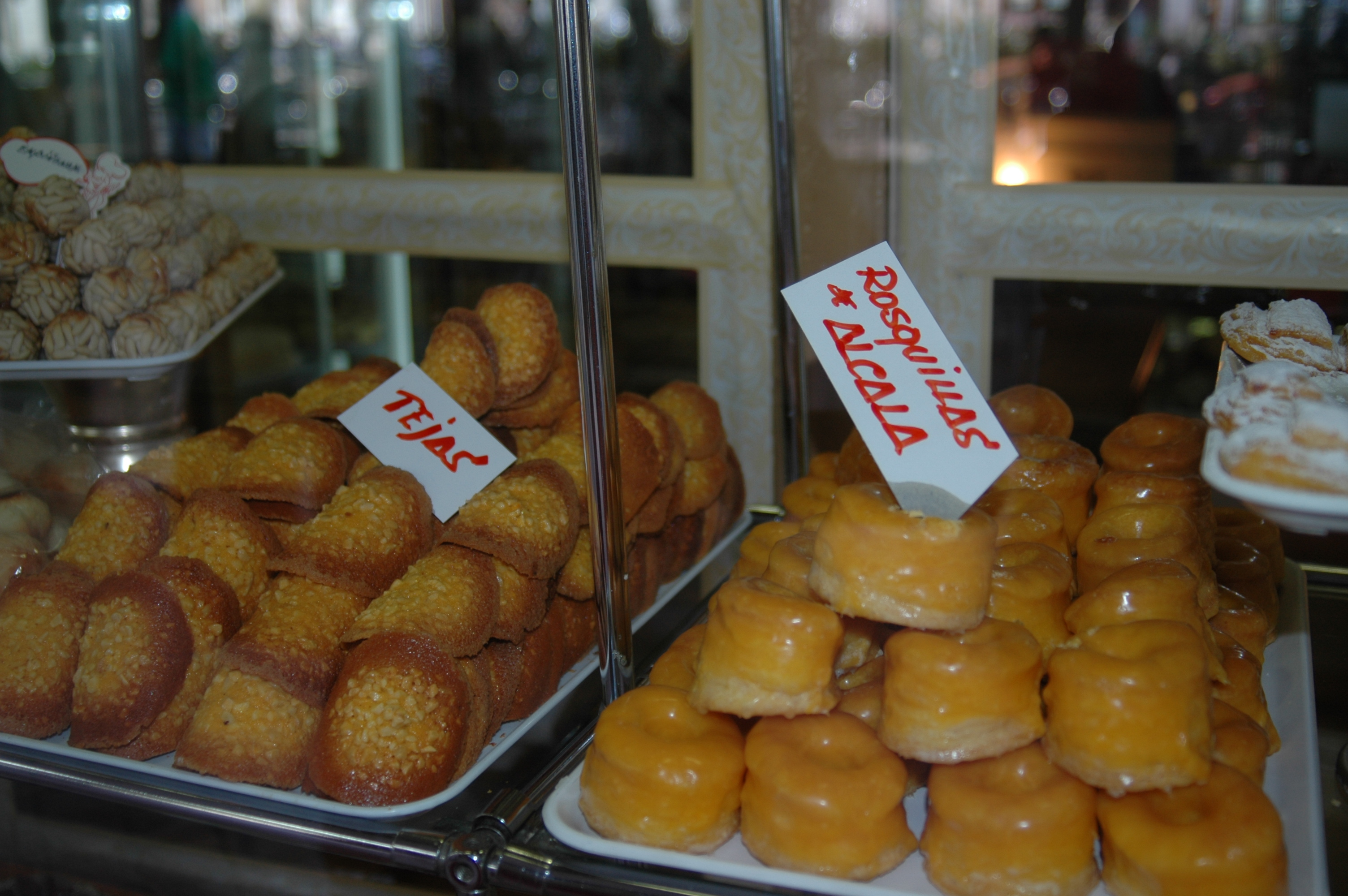
Rosquillas d'Alcala
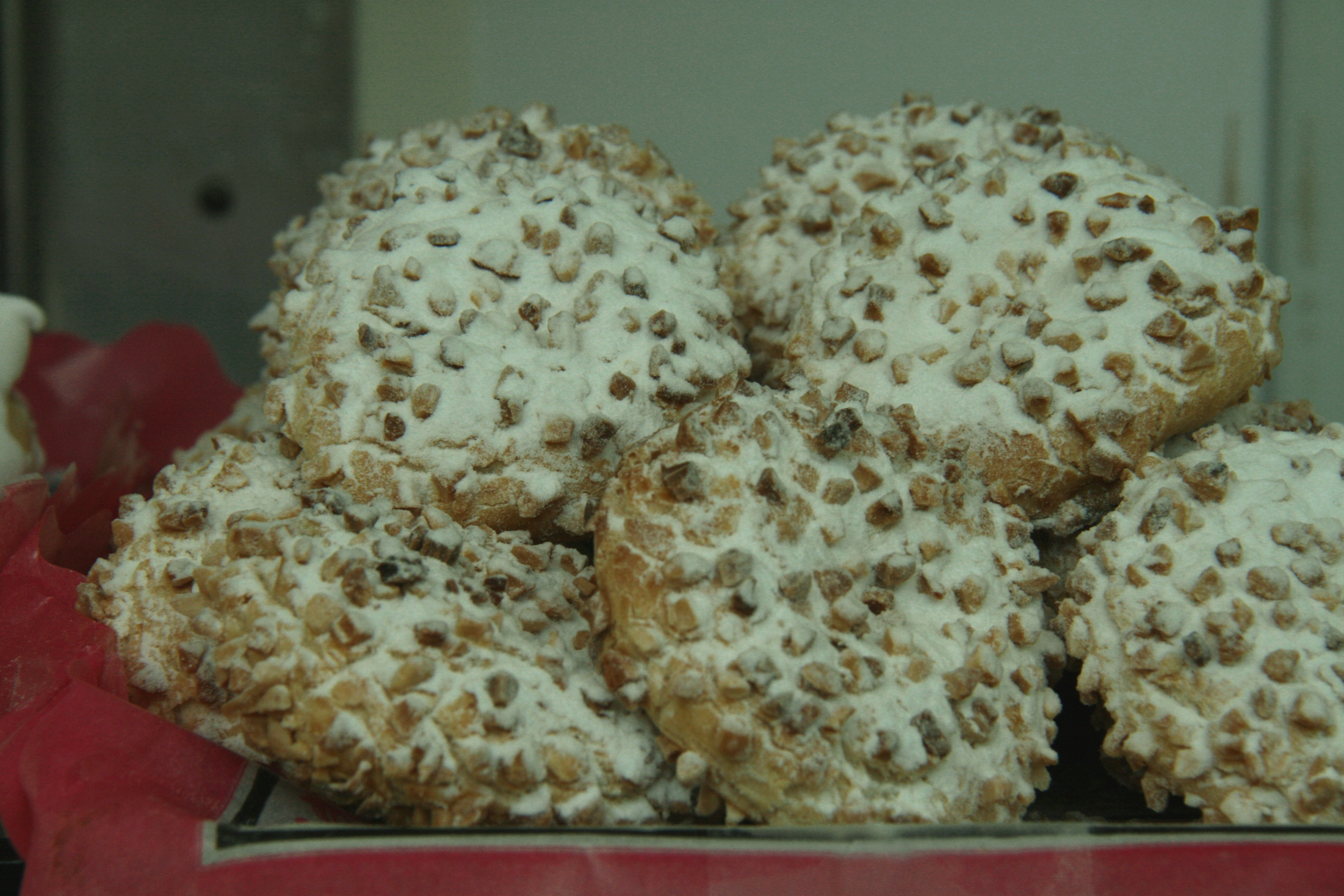
Rosquillas francesas

On trouve en Espagne des rosquillas francesas (« rousquilles à la française »). Au XVIIIe siècle, la reine d'Espagne Marie-Barbara de Portugal se serait plainte que les rousquilles de son cuisinier étaient à la fois moins tendres et moins sucrées que celles qu'elle aurait goûtées en Roussillon. Celui-ci aurait alors eu l'idée de rajouter un glaçage au sucre et de la poudre d'amande. Ces rosquillas francesas sont cependant différentes des rousquilles que l'on trouve en France.

## La «rousquille» catalane

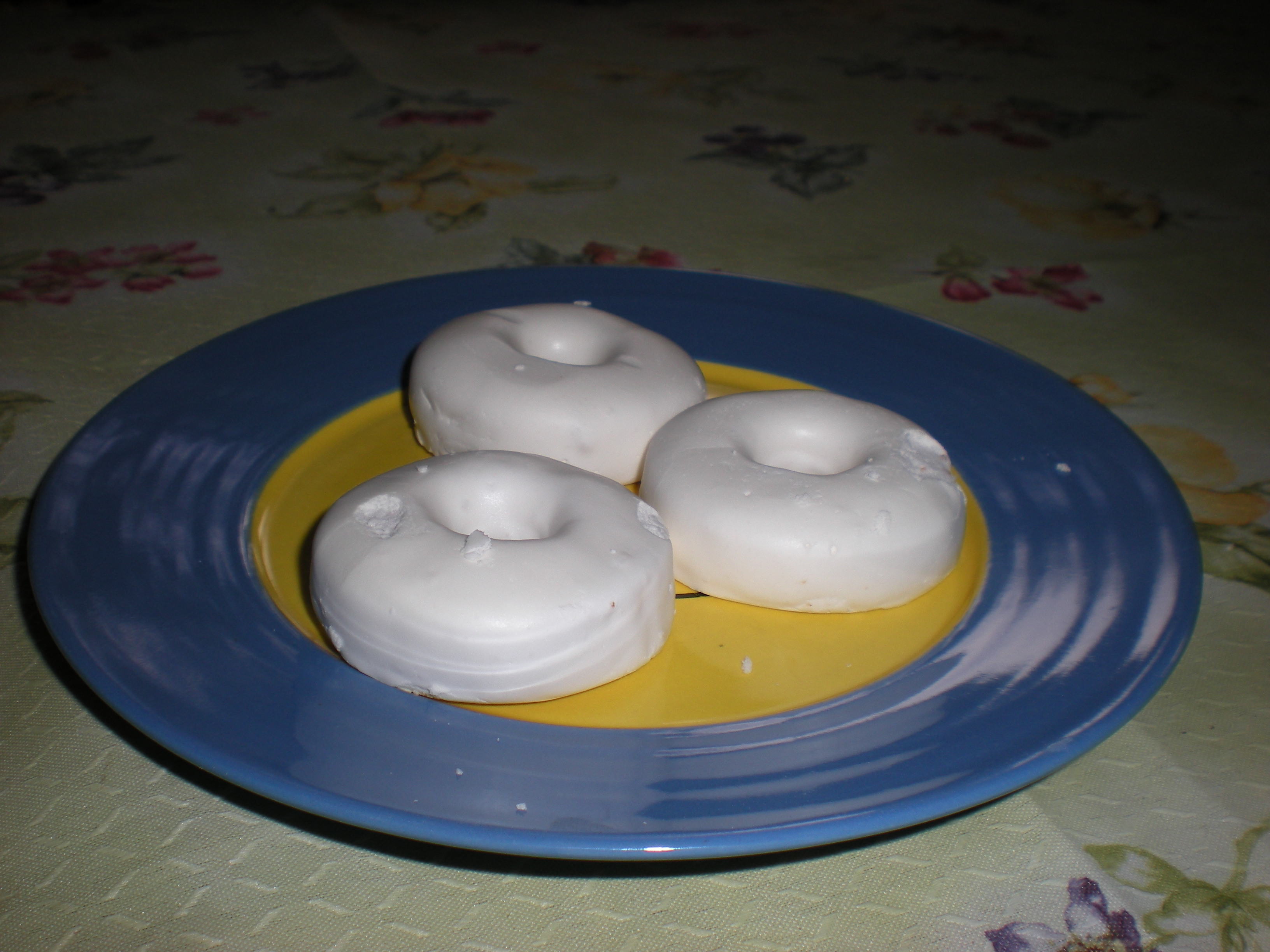
Rousquilles catalanes au glaçage blanc

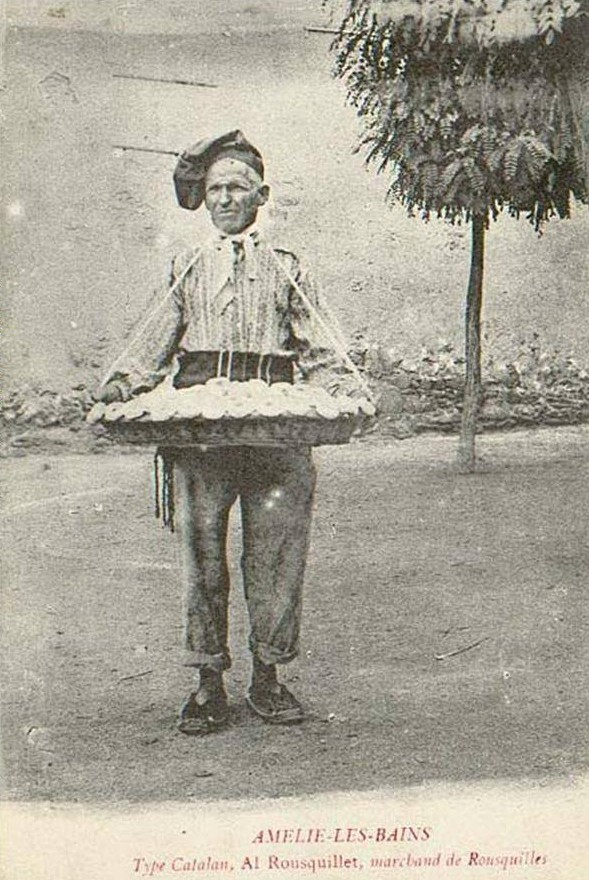
Al rousquillet (le marchand de rousquilles) à Amélie-les-Bains, vers le début du XX

Un pâtissier d’Amélie-les-Bains, Robert Seguela, aurait eu l’idée en 1810 d’enrober les rosquillas d’un glaçage de sucre et de remplacer le citron par de l'anis, recette à l'origine de la rousquille moderne. La rousquille catalane a donc une forme plus fixe. Il s’agit d’un biscuit à pâte sableuse en forme de tore, mesurant de 6 à 8 cm de diamètre et de 2 à 3 cm d'épaisseur. Des versions « mini » existent également. Ce gâteau est reconnaissable par son épais enrobage blanc parfumé au citron ou à l’anis. On en trouve en Espagne et dans le Roussillon.
Très populaire au XIXe siècle, la rousquille est fabriquée depuis par des artisans pâtissiers-confiseurs du Vallespir :
À Arles-sur-Tech, la famille Touron produit des rousquilles ainsi que d'autres pâtisseries traditionnelles depuis 1850.
À Perpignan, la biscuiterie LOR était spécialisée dans la fabrication de produits catalans et de rousquilles et  avait  remporté de nombreux prix internationaux. Fondée en 1874, elle a été liquidée puis rachetée en 2013 par son concurrent, la société Confiserie Le Tech située à Cabestany (près de Perpignan).

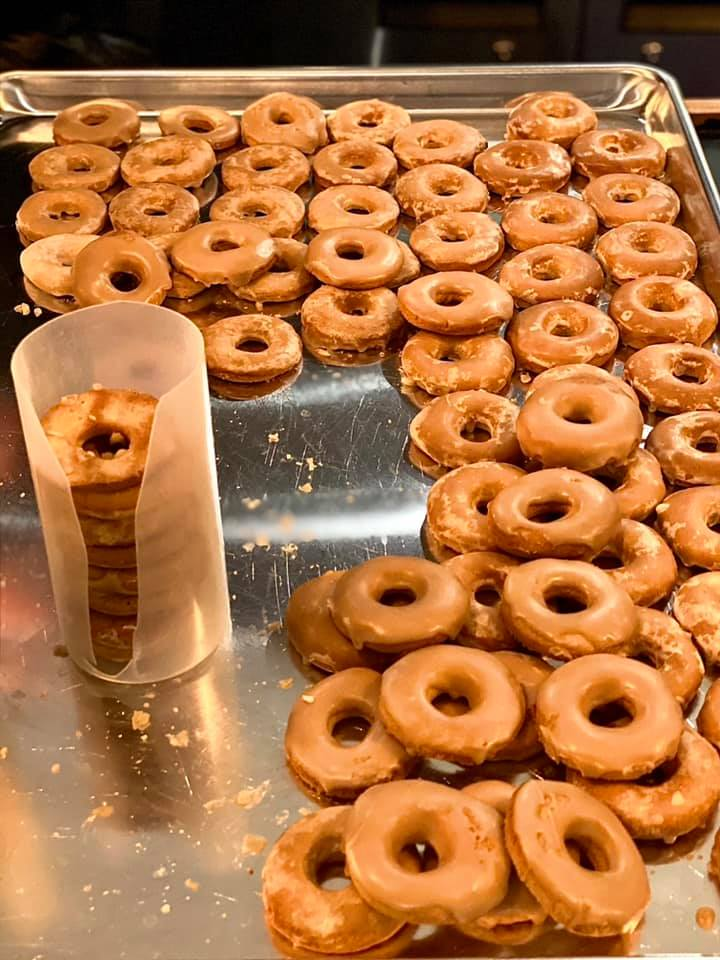
Rousquille québécoise au sirop d'érable

En 2020, un catalan exilé au Québec (restaurant Les Pyrénées, situé à Montréal) propose des rousquilles au sirop d'érable.